# Langues ienisseïennes
Cet article concerne les langues iénisséïennes. Pour les peuples iénisséïens, voir Ienisseïen.
Les langues ienisseïennes (aussi appelées langues ienisseïques ou ienisseï-ostiak) sont une famille de langues parlées dans le centre de la Sibérie en Russie, dans la région du fleuve Ienisseï. Elles font partie de l'ensemble géographique des langues paléo-sibériennes, dont les membres ne sont pas censés être liés généalogiquement les uns aux autres.
Les linguistes ont longtemps eu des difficultés à relier les langues ienisseïennes à un plus grand groupe. Ce n’est que récemment qu’un lien linguistique a pu être mis en évidence avec les langues na-dené, une famille de langues amérindiennes parlée en Alaska, à l'ouest du Canada et au sud-ouest de États-Unis. Les langues ienisseïennes et les langues na-dené formeraient deux branches d'une ancienne famille représentée des deux côtés du détroit de Béring : les langues dené-ienisseïennes,.

## Classification interne

### Liste des langues ienisseïennes attestées
- Le ket
- Le youge (éteint)
- Le kott (éteint)
- L'arine (éteint)
- L'assane (éteint)
- Le poumpokole (éteint)

Le kott, l'arine, l'assane, le poumpokole, se sont éteints dès le XVIIIe ou le XIXe siècle, et ne sont connues que par des écrits anciens, notamment, pour le kott, ceux du linguiste finlandais Matthias Alexander Castrén qui avec Julius Klaproth a établi la parenté de ces langues.

### Différentes hypothèses
La classification interne des langues ienisseïennes est controversée.
Quatre groupes insécables ont été clairement définis, mais la relation entre eux diverge selon les auteurs :
- langues kètiques/kètes-youges : kète, youge, vieux kète (non-attesté)
- langues poumpokoliques/arines-poumpokoles : poumpokole
- langues ariniques : arine
- langues kottiques/kottes-assanes : kotte, assane, vieux kotte (non-attesté)

À cela s'ajoute diverses langues non-attestées, certaines dont la parenté avec les langues ienisseïennes est débattue (jie, xiong-nu, langues para-ienisseïennes), ou d'autres soit considérées comme des langues ienisseïennes non-classées, soit comme des dialectes kottes (yastine, yarine, baïkote).

#### Hypothèse d'une famille à trois branches
Certains chercheurs séparent la famille ienisseïenne en trois branches :
- langues kètes-youges (kètiques/ienisseï-ostiakiques) : kète et youge
- langues kottes-assanes (kottiques/assaniques) : kotte et assane (parfois considérés comme deux dialectes d'une seule langue kotte-assane[9])
- langues arines-poumpokoles (ariniques + poumpokoliques) : arine et poumpokole

D'autres utilisent une classification différente :
- langues ienisseïennes septentrionales
  - (vieux kète)
    - kète

  - youge
- (langues poumpokoliques)
  - poumpokole
- langues ienisseïennes méridionales
  - langues assaniques
    - (vieux kotte)
      - kotte
        - yastine
        - yarine
        - baïkote

      - assane

  - (langues ariniques)
    - arine

Le vieux kète et le vieux kotte sont les langues mères des dialectes kètes et kottes respectivement.

#### Hypothèse d'une famille à deux branches
La théorie la plus soutenue est que les langues ienisseïennes sont séparées en un groupe septentrional et un groupe méridional (les langues dont la classification est controversée sont annotées d'un (?)) :
- langues ienisseïennes septentrionales
  - kète
  - youge
- langues ienisseïennes méridionales
  - langues kottes-assanes
    - kotte
    - assane

  - langues arines-poumpokoles
    - arine
    - poumpokole
    - jie (?)

  - xiong-nu (?)
    - hunnique (?)

## Histoire
Les populations ayant parlé des langues ienisseïennes ont été rapprochées des Tingling (en) mentionnés au VIe siècle par Wei Chou, à la suite de You Houan (en), comme les voisins septentrionaux des Hunnu, par lesquels ils finirent, au IIIe siècle, par être subjugués. L'historien chinois voit leur origine dans les légendaires Tch'iti (赤狄) de la période des Printemps et Automnes et leur fin dans les Tiele, qui ont alors émigrés vers le lac Balkhach.
Le nom même de Tingling a été rapproché, sur le modèle de beaucoup d'ethnonyme, du ket de?ng, qui signifie peuple, les humains, et du tlingit hling, qui signifie, les gens, le  groupe.